# Andrew Barkworth Wright
Sir Andrew Barkworth Wright (* 30. November 1895; † 24. März 1971) war ein britischer Kolonialbeamter.
Zwischen dem 29. März 1947 und Dezember 1949 war er Gouverneur in Gambia und repräsentierte Georg VI. in der britischen Kolonie Gambia. Anschließend war er in der Kolonie Zypern vom 4. August 1949 bis 1953 als Gouverneur eingesetzt.
Wright wurde 1948 als Knight Commander des Order of St Michael and St George zum Ritter geschlagen.